# Désenchantée
Désenchantée (fem. von désenchanté, französisch für „desillusioniert“ oder „enttäuscht“) ist ein Pop-Chanson von Mylène Farmer von 1991. Es ist die erfolgreichste Single der Künstlerin.

## Inhalt
Der Text beschreibt ein desillusioniertes Gefühl. Eine eben noch hochschwebende Person landet auf dem Boden der Gleichgültigkeit.

## Hintergrund
Mylène Farmer hatte ihre erfolgreiche erste große Europatour 1989 abgeschlossen und fühlte sich in der Zeit danach oft leer und desillusioniert. Nach einer Auszeit begann sie 1990 mit den Aufnahmen für das dritte Album L’autre. Désenchantée wurde die erste Auskopplung. Die Single und das Album wurden die erfolgreichsten Tonträger der Künstlerin.

## Musikvideo
Das zehnminütige Video wurde 1991 in einer stillgelegten Fabrik in der Nähe von Budapest gedreht und spielt vermutlich im Zweiten Weltkrieg. Mylène Farmer wird gefangen genommen und landet in einer Baracke. Bei der Essensausgabe rebelliert sie und kann die Mitinhaftierten zu einer Revolte mitreißen, bei der auch Waffen erbeutet werden. Schließlich erreichen die Häftlinge ein leeres verschneites Feld.

## Coverversionen
2002 wurde Désenchantée von der belgischen Sängerin Kate Ryan als Dance-Pop-Version gecovert. Es wurde zum größten Charterfolg Ryans, sie erhielt in Deutschland, Frankreich und Schweden die goldene Schallplatte und in Belgien Doppelplatin.
Zudem inspirierte es die Band Electronic zu dem Titel Disappointed.
2024 coverte die Symphonic-Metal-Band Exit Eden Désenchantée als Metal-Version. Das Lied ist die vierte Single der Band aus dem Album Femmes Fatales und wurde auch als Musikvideo veröffentlicht.

## Kommerzieller Erfolg

### Chartplatzierungen
| ChartsChartplatzierungen | Höchstplatzierung | Wochen |
| ------------------------ | ----------------- | ------ |
| Deutschland (GfK)        | 46 (18 Wo.)       | 18     |
| Frankreich (SNEP)        | 1 (37 Wo.)        | 37     |
| Österreich (Ö3)          | 16 (11 Wo.)       | 11     |
| Schweiz (IFPI)           | 23 (2 Wo.)        | 2      |

| ChartsChartplatzierungen | Höchstplatzierung | Wochen |
| ------------------------ | ----------------- | ------ |
| Deutschland (GfK)        | 2 (19 Wo.)        | 19     |
| Flandern (Ultratop)      | 1 (27 Wo.)        | 27     |
| Frankreich (SNEP)        | 12 (20 Wo.)       | 20     |
| Österreich (Ö3)          | 3 (19 Wo.)        | 19     |
| Schweiz (IFPI)           | 11 (45 Wo.)       | 45     |
| Wallonie (Ultratop)      | 14 (14 Wo.)       | 14     |

### Auszeichnungen für Musikverkäufe
| Land/Region       | Auszeichnungen für Musikverkäufe (Land/Region, Auszeichnung, Verkäufe) | Verkäufe |
| ----------------- | ---------------------------------------------------------------------- | -------- |
| Frankreich (SNEP) | Gold                                                                   | 250.000  |
| Insgesamt         | 1× Gold ·                                                              | 250.000  |

| Land/Region          | Auszeichnungen für Musikverkäufe (Land/Region, Auszeichnung, Verkäufe) | Verkäufe |
| -------------------- | ---------------------------------------------------------------------- | -------- |
| Belgien (BRMA)       | 2× Platin                                                              | 60.000   |
| Deutschland (BVMI)   | Gold                                                                   | 300.000  |
| Frankreich (SNEP)    | Silber                                                                 | 125.000  |
| Schweden (IFPI)      | Gold                                                                   | 15.000   |
| Spanien (Promusicae) | Gold                                                                   | 30.000   |
| Insgesamt            | 1× Silber · 3× Gold · 2× Platin ·                                      | 530.000  |